# Uffe Birkedal
Uffe Vilhelmsen Birkedal (født 17. juni 1852 i Ryslinge, død 23. maj 1931 i Ringe) var en dansk præst og forfatter.
Birkedal kom fra et grundvigiansk hjem. Hans far Vilhelm Birkedal var valgmenighedspræst og folketingspolitiker. Han blev student på Odense Katedralskole i 1871, cand.theol. i 1877 og i 1878 kapellan i Stadager på Falster. Et år senere blev han sognepræst i Brande i Midtjylland. I årene 1884 til 1893 var han sognepræst ved Sankt Katharine Kirke i Ribe, hvor han kom under påvirkning af Morten Pontoppidans rationalistiske positioner. Efter flere år som sognepræst forlod han 1893 folkekirken. Dette skyldtes dels hans tiltagende døvhed, men også hans nu mere rationalistisk tilgang til troen og teologien. Han blev så redaktør på et radikalt blad i Næstved og højskoleforstander på Rønde Højskole og i Nørre Ørslev på Falster. Fra 1900 til 1918 blev han endelig præst for det unitariske Frie kirkesamfund (nu Unitarisk Kirkesamfund) i København. Han virkede også som forfatter og udgav en række digte. Han har desuden udgivet flere oversættelser fra engelsk og fransk til dansk, bl.a. Victor Hugo, Carlyle, Tennyson og især Miltons Tabte Paradis og udvalgte digte af Robert Burns.

## Værker (udvalg)
- En Taaresøn (1924)
- Den gamle Ørn (1929)
- Level, tænkt og følt (1922)